# Liste des comtes de Saint-Pol
Pour les articles homonymes, voir Pol.
La liste des comtes de Saint-Pol répertorie les noms des titulaires héréditaires du comté de Saint-Pol du XIe au XVIIIe siècle. Le comté de Saint-Pol était situé dans le Ternois, région comprise dans le département du Pas-de-Calais entre le comté d'Artois et celui de Boulogne. Il tirait son nom de la ville de Saint-Pol-sur-Ternoise, qui était à son origine une forteresse composée de deux châteaux très élevés, séparés par un fossé large et profond.

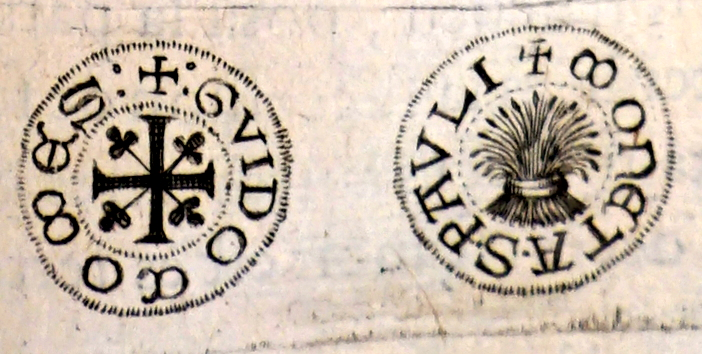
Monnaie frappée par les comtes

## Maison de Campdavaine

- 1031-1067 : Roger de Campdavaine († 1067), premier comte de Saint-Pol.
- 1067-1070 : Hugues Ier de Campdavaine († 1070), surnommé Candavène, Candens avena, par les uns et Champ-d'Avène, Campus avenae, par d'autres. Il épousa Clémence en 1060, dont il eut trois fils dont Guy, qui suit.
- 1070-1083 : Guy Ier de Campdavaine († 1083). Son père étant mort en 1070, alors qu'il était mineur, son beau-père Arnoul, baron d'Ardres, assura la régence. Après la mort de Clémence, survenue en 1078, Arnoul partit s'occuper de sa baronnie et laissa le gouvernement du comté à Guy.
- 1070 ou 1083-1118 ou 1130 : Hugues II de Campdavaine († ca.1130), frère du précédent, marié à Élisende de Ponthieu puis à Marguerite de Clermont.
- 1118 ou 1130-1141 : Hugues III († 1141), fils du précédent, marié à Béatrix de Rollancourt.
- 1141-1150 : Enguerrand de Campdavaine ou Ingelram († 1150), fils du précédent. Peu après avoir épousé la fille de Nicolas d'Avesne, il décéda. Le second dans la lignée, son frère Hugues, étant mort quelques jours avant lui, ce fut le troisième fils de Hugues III, Anselme qui lui succéda.
- 1150-1165 : Anselme de Campdavaine († 1165), frère du précédent. Il épouse Eustachie du Perche-Gouët.
- 1165-1205 : Hugues IV de Campdavaine († 1205), fils d'Anselme, marié à Yolande de Hainaut.
- Élisabeth de Campdavaine († ca.1240), fille et héritière de Hugues IV, mariée à Gaucher III de Châtillon, qui suit.

## Maison de Châtillon

- 1205-1219 : Gaucher III de Châtillon (1166 † 1219). Il épouse en 1196 Élisabeth de Saint-Pol († ca.1240), fille d'Hugues IV de Campdavaine
- 1219-1226 : Guy II de Saint-Pol († 1226), fils du précédent, également comte héréditaire de Nevers, d'Auxerre et de Tonnerre, par alliance avec Agnès II de Donzy, comtesse héréditaire de Nevers, d'Auxerre et de Tonnerre.
- 1226-1248 : Hugues V (Ier) de Châtillon, comte de Saint-Pol (v.1196 † 1248), frère du précédent. Il épouse Marie d'Avesnes (1200-1241), dame de Guise.
- 1248-1289 : Guy III (1225 † 1289), fils du précédent. Il épouse en 1254 Mathilde de Brabant (1224 † 1288)
- 1289-1292 : Hugues VI (II) de Châtillon, † 1317, fils du précédent, époux de Béatrice de Flandre.
- 1292-1317 : Guy IV (1254 † 1317), frère du précédent. Il épouse en 1292 Marie de Bretagne (1268 † 1339).
- 1317-1344 : Jean († 1344), fils du précédent. Il épouse en 1319 Jeanne de Fiennes († 1353)
- 1344-1360 : Guy V de Châtillon-Saint-Pol († 1360), fils du précédent. Il épouse en 1292 Jeanne de Luxembourg († 1392)
- 1360-1378 : Mahaut de Châtillon-Saint-Pol (1335 † 1378), sœur de Guy V, comtesse de Saint-Pol ; épousa Guy de Luxembourg ci-dessous.

## Maison de Luxembourg

- 1360-1371 : Guy de Luxembourg (1340 † 1371), comte de Ligny. Il épouse en 1354 Mahaut de Châtillon (1335 † 1378), comtesse de Saint-Pol, sœur de Guy V de Châtillon-Saint-Pol.
- 1371-1415 : Waléran III de Luxembourg (1356 † 1415), fils du précédent. Il épouse en 1380 Maud Holland († 1391), puis en 1400 Bonne de Bar († 1400).
- 1415-1430 : Philippe de Bourgogne (1404 † 1430), duc de Brabant et de Limbourg de 1427 à 1430, arrière petit-fils de Guy de Luxembourg, fils d'Antoine de Bourgogne et de Jeanne de Luxembourg-Saint-Pol (fille de Waléran III, † 1407).
- 1430-1430 : Jeanne († 1430), fille de Guy de Luxembourg.
- 1430-1433 : Pierre Ier de Luxembourg (1390 † 1433), petit-fils de Guy de Luxembourg, fils de Jean de Luxembourg (1370 † 1397), seigneur de Beauvoir, et de Marguerite d'Enghien, comtesse de Brienne et de Conversano. Il épouse Marguerite des Baux (1394 † 1469).
- 1433-1475 : Louis de Luxembourg (1418 † 1475) connu comme le connétable de Saint-Pol. Fils du précédent, il épouse en 1435 Jeanne de Bar (1415 † 1462), comtesse de Soissons (1415 † 1462), puis en 1466 Marie de Savoie (1448 † 1475).
- 1475-1482 : Pierre II († 1482), fils du précédent et de Jeanne de Bar. Il épouse en 1454 Marguerite de Savoie (1439 † 1483).
- 1482-1547 : Marie Ire (1462 † 1547), fille du précédent. Elle épouse en 1460 Jacques de Savoie (1450 † 1486), comte de Romont, puis en 1487 François de Bourbon (1470 † 1495), comte de Vendôme (Ier comme comte consort de Saint-Pol)

## Maison de Bourbon-Vendôme
- 1495-1545 : François I de Bourbon-Saint-Pol (1491-1545), leur fils
- 1545-1546 : François II de Bourbon-Saint-Pol (1536-1546), fils du précédent
- Marie II (1539 † 1601), sœur du précédent :

mariée en premières noces en 1528 à son cousin germain Jean de Bourbon-Vendôme, comte de Soissons, comte d'Enghien, fils de Charles de Vendôme et de Françoise d'Alençon, petit-fils de Marie de Luxembourg.
mariée en deuxièmes noces en 1560 à François de Clèves (1516 - † 1561), comte de Nevers.
mariée en troisièmes noces en 1563 à Léonor d'Orléans, souverain de Neuchâtel, duc de Longueville.

## Maison d'Orléans-Longueville
- François III ou IV d'Orléans (1570 - 1631), fils de la précédente et de son troisième époux.
- Henri II d'Orléans-Longueville (1595 - 1663), neveu du précédent
- Charles-Paris d'Orléans (1649 - 1672), fils du précédent
- Jean-Louis Charles (1646 - 1694), frère du précédent
- Marie de Nemours (1625 - 1707), demi-sœur des précédents

Marie d'Orléans-Longueville succéda, l'an 1694, à Jean-Louis Charles, son demi-frère, appelé l'abbé de Longueville, dans le comté de Saint-Pol et ses autres domaines qu'il avait hérités de Charles-Paris, son frère, et dont la régie avait été commise à des curateurs. Marie ne garda point le comté de Saint-Pol. Elle le vendit, par contrats des 15 et 17 novembre 1705, à Elisabeth de Lorraine-Elbeuf-Lillebonne (arrière-petite-fille d'Henri IV, lui-même arrière-petit-fils de Marie Ire de Luxembourg comtesse de Saint-Pol ; aussi descendante de cette dernière par les Guise dont les Elbeuf sont le rameau cadet, Claude de Lorraine premier duc de Guise ayant épousé Antoinette de Bourbon-Vendôme fille de Marie de Luxembourg), veuve de Louis Ier de Melun, prince d'Épinoy dans l'Artois. Cette vente occasionna un long débat entre les fermiers des domaines du Boulonnais et ceux de l'Artois pour les droits de relief ; les uns soutenant que le comté de Saint-Pol relevait de Boulogne, les autres prétendant qu'il était mouvant de l'Artois, comme étant dans la gouvernance d'Arras. Le procès fut à la fin terminé, par arrêt du conseil du mois de janvier 1787, en faveur des derniers.

## Maison de Melun et Rohan-Soubise
- Élisabeth-Thérèse de Lorraine (1664-1748), à la suite d'un rachat
- Louis II de Melun, fils de la précédente
- Charles de Rohan-Soubise, neveu du précédent